# 影山雅永
影山雅永（1967年5月23日—），為出身於日本福島縣的足球教練，在球員時期為後衛選手。現為日本職業足球聯賽岡山綠雉主教練，過去曾擔任澳門足球代表隊總教練。